# Workload Partitions
WPAR (workload partitions, particiones de la carga de trabajo) es una implementación en software de visualización a nivel del sistema operativo que fue introducida con el sistema operativo IBM AIX 6.1 que provee aislamiento para los aplicativos y control de recursos. 
WPARS son particiones en software que son creadas desde, y que comparten los recursos de, una única instancia del SO AIX. WPARs pueden ser creados sobre cualquiera de los servidores de la Serie P que sean soportados por el AIX 6.1. Hay dos tipos de WPARs, los WPAR de Sistema y los WPAR de Aplicación. 

## WPAR de sistema
WPAR de sistema son ambientes virtuales muy parecidos a un LPAR o a un sistema completo independiente. WPARs tienen sus propios sistemas de archivos, usuarios y grupos, red, y dominio administrativo. Todos los WPARs comparten el mismo kernel AIX. 

## WPAR de aplicación
Los WPAR de aplicación son ambientes livianos usados para aislar y ejecutar uno o más procesos aplicativos. 

## Movilidad
La movilidad para WPAR es una extensión que permite mover una carga de trabajo en ejecución desde una máquina física a otra. Esta funcionalidad puede ser muy útil durante la actualización del hardware o para bajadas programadas. Sin embargo, los WPARs se ejecutan utilizando un NFS para el I/O de disco y mantenimiento del estado, lo que provoca una degradación permanente de la performance durante la operación normal (cuando no está migrado) añadiendo complejidad y un riesgo extra si es que el nodo NFS llega a fallar durante la operación normal o la migración. 